# قلعة رسول سيت (أختاتشي محالي)
قلعة رسول سیت (بالفارسية: قلعه‌رسول‌سیت) هي قرية تقع في إيران في أذربيجان الغربية. يقدر عدد سكانها بـ 454 نسمة بحسب إحصاء 2016.